# Anacanthobatis
Anacanthobatis là một chi thuộc họ Anacanthobatidae, sinh sống tự nhiên ở phía Tây Ấn Độ Dương ở nơi có độ sâu hơn 200 m (660 ft).

## Loài
Một vài loài đã được xếp vào chi này, nhưng hiện nay chúng đã được xếp lại vào các chi Sinobatis, Springeria, và Schroederobatis, chỉ còn lại loài A. marmoratus thuộc chi Anacanthobatis.
- Anacanthobatis marmoratus (von Bonde & Swart, 1923) (Spotted legskate)